# 앙상블 (물리학)
통계역학에서, 어떤 계의 앙상블(ensemble)이란 그 계와 동등한 계의 모음을 말한다. 실제로 우리는 계 하나만을 관찰할 수 있지만, 동등한 가상의 계들의 통계적인 분포를 생각하고, 거시적인 양을 얻을 수 있다.

## 내용
계의 상태를 기술할 때, 모든 역학적인 변수의 값을 알 수 있다면 계의 상태를 완벽하게 기술하는 것이 가능하다. 그러나 매우 많은 구성요소로 이루어진 역학적 계의 모든 상태를 완벽하게 안다는 것은 실제로 불가능한 일이며, 따라서 우리는 어떠한 역학적 계의 변수가 평균적으로 어떠한 값을 가지는 것을 관찰하고, 그 값을 토대로 이 계가 어떠한 특성을 갖고 있다고 말할 수밖에 없다. 이와 같은 '통계역학적 기술'의 관점에서 살펴보았을 때, 계의 모든 상태를 기술하기 위해서는 계가 시간이 지나면서 갖게 되는 모든 상태를 알아야 하고,즉 변수의 시간에 대한 평균값을 알아야 한다. 그러나 이 또한 현실적으로 불가능하므로, 이러한 문제를 해결하기 위해 관심이 되는 계와 동등한 계가 많이 모여 있는 앙상블을 생각한다.

## 에르고드 가설
역학적 계의 상태는 위치 좌표({\displaystyle {{q}_{i}};i=1,2,...,3N})와 운동량 좌표({\displaystyle {{p}_{i}};i=1,2,...,3N})로 정의되는 6N차원 위상 공간의 한 점 {\displaystyle ({{q}_{i}},{{p}_{i}})}로 나타낼 수 있다. 이때 이 계에서 측정 가능한 관측량의 시간 평균은
{\displaystyle {<f>_{t}}={\frac {1}{\tau }}\int _{0}^{\infty }f({q_{i}}(t),{p_{i}}(t))dt}
이다. 실험적으로 앙상블을 이루는 모든 구성요소를 모든 시간에 대해 평균할 수는 없으므로 이를 다음의 근사식
{\displaystyle {<f>_{t}}={\frac {\delta t}{\tau }}\sum _{t=0}^{\tau }f({q_{i}}(t),{p_{i}}(t))}
과 같이 바꾸어 대신한다.
그러나 이론적으로 6N차원 위상 공간 좌표의 시간변화를 알기 위해서는 해밀턴 방정식
{\displaystyle {\dot {q_{i}}}={\frac {\partial H}{\partial {p_{i}}}},{\dot {p_{i}}}=-{\frac {\partial H}{\partial {q_{i}}}}}
을 모든 i에 대해서 풀어야 하므로, 이러한 문제를 피하기 위해 앙상블 평균
{\displaystyle <f>={\frac {\int _{}^{}{d^{3N}}p{d^{3N}}q[f({q_{i}},{p_{i}};t)\rho ({q_{i}},p_{i};t)]}{\int _{}^{}{d^{3N}}p{d^{3N}}q[\rho ({q_{i}},p_{i};t)]}}}
을 사용하여 이를 물리적 관측량의 시간 평균의 근사값으로 취한다. (여기서 가중 함수 {\displaystyle \rho ({{q}_{i}},{{p}_{i}};t)}는 밀도 함수이다.)
만약 시간이 지남에 따라 계가 가능한 모든 미시상태, 즉 모든 위상좌표를 한번씩이라도 지나가게 된다면 {\displaystyle <f>={{<f>}_{t}}}를 만족한다. 이러한 조건을
에르고드 가설(ergodic hypothesis)라 부른다. 오랜 시간이 지나 정상 상태 혹은 준평형 상태에 도달하는 역학적 계에 대해 위 가설이 성립한다.

## 리우빌 정리
밀도함수의 시간변화율은 다음 식
{\displaystyle {\frac {d\rho }{dt}}={\frac {\partial \rho }{\partial t}}+\{\rho ,H\}=0}
과 같이 기술될 수 있으며, 이를 조제프 리우빌의 이름을 따 리우빌 정리(Liouville's theorem)라 한다.
(여기서 {\displaystyle \{\rho ,H\}}는 푸아송 괄호다.)
밀도 함수가 시간과 직접적인 관련이 없다고 가정하면 밀도 함수의 시간 편미분 계수는 0이 되므로
{\displaystyle \{\rho ,H\}=0}
을 만족할 경우 밀도 함수의 시간 변화율이 0이 되므로 밀도 함수는 시간에 대해 불변하는 값이 된다. 따라서 위 식을 만족하면 평형 상태에서 계의 특성을 기술하는 통계역학적 기술이 가능하다. 위 식을 만족하는 두 가지 경우는 첫째로
{\displaystyle \rho ({q_{i}},{p_{i}})=Const.}
일 때와 두 번째로 밀도 함수가 해밀토니언의 함수
{\displaystyle \rho ({q_{i}},{p_{i}})=\rho (H({q_{i}},{p_{i}}))}
일 때로 나뉘며, 전자의 경우를 만족하는 앙상블을 작은 바른틀 앙상블, 후자의 경우를 만족하는 앙상블을 바른틀 앙상블이라 한다.

## 같이 보기
- 통계역학
- 작은 바른틀 앙상블
- 바른틀 앙상블
- 큰 바른틀 앙상블

## 참고 문헌
- 김인묵, 김엽 공저, 《통계열물리》, 범한서적주식회사, 2000년